# Lačaves
Lačaves je naselje v Občini Ormož.